# Восставший из ада (альбом)
«Восставший из ада» (стилизовано как Восставший из Ада) — тринадцатый студийный (пятнадцатый оригинальный) и последний студийный альбом российской рок-группы «Сектор Газа», изданный после смерти её лидера — Юрия Клинских. Для альбома характерно более тяжёлое звучание, навеянное популярным в период записи ню-металом.

## Создание
Идея создания этого альбома пришла к Юрию Клинских ещё в конце 1997 года. Работа же над ним велась, по крайней мере, с осени 1998 года и вплоть до апреля 2000 года. Первоначальное название альбома было «Бедный Юрик» . Пара мелких штрихов к альбому были добавлены в июне, но так как они не являлись столь значительными, Юрий решил не включать этот месяц в дату записи. Данный альбом стал не только последним для него, но и тринадцатым по счёту, с тринадцатью песнями, на тринадцатом году существования группы.
В этом альбоме Юрий Клинских продолжил жанровые эксперименты, совместив метал, рэп и мистику. Помимо песен с привычным для группы «Сектор Газа» хард-рок звучанием («Демобилизация») и стёбом («Рога», «Чёрный вурдалак»), присутствием рок-баллад («Любовь загробная», «Сожжённая ведьма»), записаны песни в жанрах: рэп-метал («Свадьба», «Рога», «Сельский туалет», «Грязная кровь», «Мёртвый в доме», «Восставший из ада»), рэп-рок («Чёрный вурдалак»), рэп-рок с элементами хорроркора («Истребители вампиров», «Ночь страха»), альтернативный метал («Любовь загробная», «Сожжённая ведьма») и хеви-метал («Святая война»). В альбоме также есть влияние звучания ню-метала. Тематика и общая атмосфера альбома выдержаны в традициях хоррор-панка: альбом содержит мистические сюжеты, чёрный юмор и населён различной фольклорной нечистью — вурдалаками, вампирами и живыми мертвецами. В качестве вокального сопровождения в большинстве песен используется речитатив. Единственная песня, не вписывающаяся в общую концепцию альбома, — «Демобилизация», которая получила наибольшую известность и была популярна на «Русском Радио».
На студии Юрию Клинских даже предлагали её оставить для будущего альбома, но в ответ на это он сказал, что до следующего альбома может и не дожить, так что обязательно её поместит в этот альбом.
На песню «Ночь страха» группа планировала снять видеоклип, но в последний день съемок, клип так и не был завершен из-за смерти Юрия Клинских. В интернете есть рабочие материалы этого клипа, на основании которых фанаты массово создавали собственные версии клипов.

## Список композиций
Слова и музыка всех песен — Юрий Клинских, кроме песен «Демобилизация» (народная), «Святая война» (мелодия — песня «Round Table Forever» группы Grave Digger), «Ночь страха» (мелодия «Under the Moon» и «Halls of Illusions» группы Insane Clown Posse), «Грязная кровь» (мелодия — песня «No Love Lost» и «Let Sleeping Dogs Lie» группы Pro-Pain), "Мёртвый в доме" (игра на гитаре -  песня"Stand Tall" группы Pro-Pain. «Сельский туалет» (мелодия — песня «Not Promised Tomorrow» группы Stuck Mojo), «Восставший из ада»  (мелодия — песня «13» группы L.U.N.G.S.), «Свадьба» (мелодия - песня «Visit» 311), «Рога» (мелодия — песня «Buck your head» группы Juster). .
| №                   | Название                                                          | Длительность |
| ------------------- | ----------------------------------------------------------------- | ------------ |
| 1.                  | «Демобилизация»                                                   | 3:55         |
| 2.                  | «Свадьба»                                                         | 4:25         |
| 3.                  | «Рога»                                                            | 3:15         |
| 4.                  | «Сельский туалет»                                                 | 2:49         |
| 5.                  | «Грязная кровь»                                                   | 4:05         |
| 6.                  | «Любовь загробная»                                                | 4:33         |
| 7.                  | «Чёрный вурдалак»                                                 | 4:30         |
| 8.                  | «Истребители вампиров»                                            | 5:05         |
| 9.                  | «Сожжённая ведьма» (жертвам средневековой инквизиции посвящается) | 5:40         |
| 10.                 | «Ночь страха»                                                     | 5:59         |
| 11.                 | «Мёртвый в доме»                                                  | 2:51         |
| 12.                 | «Святая война»                                                    | 4:55         |
| 13.                 | «Восставший из ада»                                               | 4:40         |
| Общая длительность: | Общая длительность:                                               | 56:02        |

## Участники записи
- Юрий Клинских — автор песен (кроме 1 — народные), лидер-вокал, бэк-вокал, ритм-гитара, клавишные, аранжировка, продюсирование,программирование, запись и сведение (11)
- Игорь Жирнов — лидер-гитара
- Василий Дронов — бас-гитара
- Игорь Аникеев — клавишные
- Андрей Дельцов — запись и сведение  (2—10, 12—13)
- Валерий Таманов — запись и сведение (1)

## Инструменты и оборудование
| - Гитара Fender Telecaster - Бас-гитара Music Man StingRay 5 - Синтезатор Roland D-20 - Синтезатор Roland E-500 - Сэмплерный звуковой модуль E-mu 6400 Ultra - Цифровой сэмплер E-mu Emulator III - MIDI-клавиатура Kawai M8000 - Семплер Akai S5000 - Микшерный пульт Amek Galileo - Программное обеспечение 3Logic Audio Platinum | - Персональный компьютер Power Mac G4 Sonorus - Процессор эффектов TC Electronic M5000 - Процессор эффектов Eventide Ultra-Harmonizer DSP4000 - Студийный микрофон Neumann M149 Tube - Компрессор аудиосигнала Summit Audio DCL-200 - Микрофонный предусилитель Manley - Преобразователь Apogee PSX100 - Студийный монитор Urei 815 с усилителем Urei 6500 - Студийный монитор Yamaha NS 10 M Studio с усилителем Bryston 3B ST |